# Passagen Verlag
Pour les articles homonymes, voir Verlag.
Passagen Verlag est une maison d'édition  fondée en 1985 à Vienne par Peter Engelmann. 

## Historique
Le but de la maison d'édition était la traduction des travaux de Jacques Derrida en langue allemande et sa diffusion.
Peter Engelmann a reçu pour cela de la France, en février 2004, la distinction de « Commandeur dans l'Ordre des Arts et des Lettres ».
Passagen Verlag a traduit ou édité, à côté de Derrida, des auteurs comme Jean-François  Lyotard, Gianni Vattimo, Jean Baudrillard, Paul Feyerabend, Peter Eisenman, Jacques Lacan, Ernesto Laclau, Chantal Mouffe, Sarah Kofman, Slavoj Žižek, Emmanuel Lévinas, Clifford Geertz, Ginka Steinwachs, Dennis Cooper et encore beaucoup d'autres.